# Pacific Heights (San Francisco)
Pacific Heights est un quartier du Nord de San Francisco en Californie. Perché sur une colline, il offre des points de vue sur le Golden Gate Bridge, la baie de San Francisco, Alcatraz et le  Presidio. Il s'étend sur 130 blocs entre Presidio Avenue, Van Ness Avenue, California Street et Broadway. Il s'agit d'un quartier résidentiel aisé qui possède deux parcs (Lafayette et Alta Plaza). Sa population était de 33 115 habitants en 2000. On y trouve les consulats de Russie, Grèce, Égypte, Vietnam, Italie et Indonésie. Le plus ancien bâtiment se trouve au 2475 Pacific Avenue et date de 1853.
La plupart des boutiques et des restaurants se trouve sur Fillmore Street, au sud de Pacific Avenue. Le principal hôpital est le California Pacific Medical Center. Trois établissements d'enseignement supérieur se trouvent dans le quartier : la Arthur A. Dugoni School of Dentistry, l'Academy of Art University, l'université de San Francisco USF (Laurel Heights, Lone Mountain)

## Habitants célèbres

### Actuels
- Larry Ellison (sur Broadway)
- Dianne Feinstein et Richard Blum (Vallejo sur Lyon Street)
- Donald Fisher (Vallejo sur Scott Street)
- Gordon Getty (Broadway)
- Jonathan Ive
- Don Johnson (Vallejo)
- Frank Jordan (Fillmore)
- Jessica McClintock
- Danielle Steel
- Paul Otellini
- Nancy Pelosi
- Lars Ulrich (Metallica)
- Michael Tilson Thomas
- Barry Zito
- Michela Alioto-Pier
- Joel Sanders Balboa

### Anciens
- Francis Ford Coppola
- Gavin Newsom
- Sharon Stone
- Kirk Hammett (Metallica)
- Paul Pressler
- Nicolas Cage

## Curiosités
- Le film Fenêtre sur Pacifique (Pacific Heights) se déroule dans ce quartier.
- Le quartier apparaît dans le jeu vidéo Grand Theft Auto San Andreas sous le nom de Calton Heights.